# Římskokatolická farnost Hvozdná
Římskokatolická farnost Hvozdná je územní společenství římských katolíků s farním kostelem Všech svatých v děkanátu Vizovice. 

## Historie farnosti
Farnost hvozdenská patří mezi nejstarší farnosti v okolí a jako samostatná vznikla v pořadí jako pátá oddělením z farnosti fryštácké. Dle katalogu kněží diecése olomoucké od Řehoře Volného, byl ve Hvozdné již roku 1480 kostel, fara a samostatná duchovní správa. Obec Hvozdná náležela od svého prvopočátku k panství lukovskému.
Nejstarší kostel stál dle již starého ústního podání na kopci, kde se nachází kamenný kříž, není však o tomto kostele nikde bližší zmínky, ani památky. Z tradovaného ústního podání byl dřevěný a vyhořel. 
Druhý kostel stával na místě tehdejší farní zahrady. Hned vedle pohostinství, které bylo přebudované z bývalé školy. O tomto kostele je již zmínka ve fryštácké farní kronice a je zaznamenáno, že byl jen dřevěný, velmi chudobný a jeho hlavní oltář byl darem pánů z Lukova. Podoba tohoto kostela byla vyryta na obecním razítku, které bylo používáno obecním úřadem až do roku 1900. Po 200 let, asi až do roku 1630 držela se většina zdejšího lidu učení husitského. Kostel a farnost byla tedy přičleněna k faře fryštácké a odtud farář fryštácký konal ve Hvozdné 9× za rok služby Boží. K farnosti hvozdenské náležely v roce 1690, kdy byl tento druhý kostel opraven farářem bystřickým, ještě osada Ostrata a část Veselé. 
Třetí – stávající kostel byl postaven roku 1784 a byl zasvěcen „Všem svatým“. V době postavení měl dřevěný strop, deset oken a střechu krytou šindelem. Měl dva zvony, z nichž větší 2q těžký s nápisem „Verbum Lei Manet on aeternum" (Slovo Boží trvá na věky), pocházel z roku 1598 a menší 1,5q těžký pocházel z roku 1642 a měl nápis „Zenite adoremus Dominium dui bacit nos" (Pojďte, klaňme se Hospodinu, který nás stvořil). Třetí malý zvonek byl v malé věži do roku 1905. Místo něho koupil místní občan František Krajča nový zvon. Malý zvonek byl umístěn ve velké věži a byl používán jako umíráček. Pod věží se nachází dřevěný kůr. Již v roce 1820 byl kostel i fara ve velmi špatném stavu a je zaznamenáno ke cti tehdejšího faráře, že vše bylo slušně opraveno. Když v roce 1784 učinil náboženský fond z Hvozdné samostatnou farnost, jelikož skoro všichni farníci se vrátili z učení husitského do církve katolické, byla fara ve Hvozdné obsazena a jako první kněz byl ustanoven a za ním následovali až do dnešní doby.
Ještě v roce 1858 náležela do farnosti hvozdenské také Veliková. Od tohoto roku byla přifařena k farnosti lukovské.
Náležely tedy v tu dobu (1858) do hvozdenské farnosti: – obec Hvozdná s počtem 968 katolíků – obec Ostrata s počtem 395 katolíků – obec Veselá s počtem 750 katolíků – z toho 199 patřilo do farnosti hvozdenské.
Z historických pramenů a ústního podání zpracoval František Morbicer, kronikář obce Hvozdná.

## Duchovní správci
Od roku 1994 spravuje farnost jako administrátor excurrendo farář ze Štípy. K lednu 2024 je jím R. D. Mgr. František Sedláček.

## Bohoslužby
| Kostel        | Místo   | Bohoslužba (den)       | Hodina     | Poznámka     |
| ------------- | ------- | ---------------------- | ---------- | ------------ |
| Všech svatých | Hvozdná | neděle pondělí čtvrtek | 8.00 17.30 | farní kostel |

## Aktivity ve farnosti
Farnost se v roce 2017 zapojila do projektu Noc kostelů. 
Ve farnosti se pravidelně pořádá tříkrálová sbírka. V roce 2022 se vybralo ve Hvozdné 57 373 korun a v Ostratě 17 367 korun.